# Nomada felici
Nomada felici är en biart som beskrevs av Schwarz 1977. Nomada felici ingår i släktet gökbin, och familjen långtungebin. Inga underarter finns listade i Catalogue of Life.